# Arménie aux Jeux olympiques d'été de 2020
L'Arménie participe aux Jeux olympiques de 2020 à Tokyo au Japon. Il s'agit de sa 7e participation à des Jeux olympiques d'été.

## Médaillés
| Sport         | Discipline             | Athlète(s)        | Performance             | Date   |
| ------------- | ---------------------- | ----------------- | ----------------------- | ------ |
| Lutte         | Gréco-romaine 97 kg    | Artur Aleksanyan  | Musa Evloev Défaite 1-5 | 3 août |
| Haltérophilie | Moins de 109 kg hommes | Simon Martirosyan | 423 kg                  | 3 août |

| Sport       | Discipline            | Athlète(s)        | Performance                | Date   |
| ----------- | --------------------- | ----------------- | -------------------------- | ------ |
| Gymnastique | Saut de cheval hommes | Artur Davtyan     | 14,733 points              | 2 août |
| Boxe        | Poids légers hommes   | Hovhannes Bachkov | Keyshawn Davis Défaite 0-5 | 6 août |

| Sport         |   |   |   | Total |
| ------------- | - | - | - | ----- |
| Haltérophilie | 0 | 1 | 0 | 1     |
| Lutte         | 0 | 1 | 0 | 1     |
| Boxe          | 0 | 0 | 1 | 1     |
| Gymnastique   | 0 | 0 | 1 | 1     |
| Total         | 0 | 2 | 2 | 4     |

| Jour   |   |   |   | Total |
| ------ | - | - | - | ----- |
| 2 août | 0 | 0 | 1 | 1     |
| 3 août | 0 | 2 | 0 | 2     |
| 6 août | 0 | 0 | 1 | 1     |
| Total  | 0 | 2 | 2 | 4     |

| Sexe   |   |   |   | Total |
| ------ | - | - | - | ----- |
| Hommes | 0 | 2 | 2 | 4     |
| Total  | 0 | 2 | 2 | 4     |

## Athlètes engagés
| Sport         | Hommes | Femmes | Total |
| ------------- | ------ | ------ | ----- |
| Athlétisme    | 1      | 0      | 1     |
| Boxe          | 3      | 0      | 3     |
| Gymnastique   | 1      | 0      | 1     |
| Haltérophilie | 1      | 1      | 2     |
| Judo          | 1      | 0      | 1     |
| Lutte         | 6      | 0      | 6     |
| Natation      | 1      | 1      | 2     |
| Tir           | 0      | 1      | 1     |
| Total         | 14     | 3      | 17    |

## Résultats

### Athlétisme
| Athlète        | Épreuve              | Qualification | Qualification | Finale      | Finale  |
| Athlète        | Épreuve              | Performance   | Rang          | Performance | Rang    |
| -------------- | -------------------- | ------------- | ------------- | ----------- | ------- |
| Levon Aghasyan | Triple saut masculin | 16,42 m       | 21e           | Éliminé     | Éliminé |

### Boxe
| Athlète            | Catégorie               | 1/16e de finale      | 1/8e de finale          | Quart de finale         | Demi-finale         | Finale              | Rang                                |
| Athlète            | Catégorie               | Adversaire Résultat  | Adversaire Résultat     | Adversaire Résultat     | Adversaire Résultat | Adversaire Résultat | Rang                                |
| ------------------ | ----------------------- | -------------------- | ----------------------- | ----------------------- | ------------------- | ------------------- | ----------------------------------- |
| Koryun Soghomonyan | Mouches hommes (-52 kg) | Yafai Défaite (Arr.) | Éliminé                 | Éliminé                 | Éliminé             | Éliminé             | Éliminé                             |
| Hovhannes Bachkov  | Légers hommes (-63 kg)  | Ryan Victoire 5-0    | Chalabiyev Victoire 4-1 | Abduraimov Victoire 5-0 | Davis Défaite 0-5   | Éliminé             | Médaille de bronze, Jeux olympiques |
| Arman Darchinyan   | Moyens hommes (-75 kg)  | Exempté              | Csemez Victoire 5-0     | Marcial Victoire (KO)   | Éliminé             | Éliminé             | Éliminé                             |

### Gymnastique artistique
| Athlète       | Compétition     | Qualifications | Qualifications | Qualifications | Qualifications | Qualifications    | Qualifications | Qualifications | Qualifications | Finale   | Finale         | Finale   | Finale   | Finale            | Finale     | Finale  | Finale                              |
| Athlète       | Compétition     | Appareil       | Appareil       | Appareil       | Appareil       | Appareil          | Appareil       | Total          | Rang           | Appareil | Appareil       | Appareil | Appareil | Appareil          | Appareil   | Total   | Rang                                |
| Athlète       | Compétition     | Sol            | Cheval d'arçon | Anneaux        | Saut           | Barres parallèles | Barre fixe     | Total          | Rang           | Sol      | Cheval d'arçon | Anneaux  | Saut     | Barres parallèles | Barre fixe | Total   | Rang                                |
| ------------- | --------------- | -------------- | -------------- | -------------- | -------------- | ----------------- | -------------- | -------------- | -------------- | -------- | -------------- | -------- | -------- | ----------------- | ---------- | ------- | ----------------------------------- |
| Artur Davtyan | Cheval d'arçons | -              | 14,566         | -              | -              | -                 | -              | 14,566         | 13e            | Éliminé  | Éliminé        | Éliminé  | Éliminé  | Éliminé           | Éliminé    | Éliminé | Éliminé                             |
| Artur Davtyan | Saut de cheval  | -              | -              | -              | 14,866         | -                 | -              | 14,866         | 2e             | -        | -              | -        | 14,733   | -                 | -          | 17,733  | Médaille de bronze, Jeux olympiques |

### Haltérophilie
| Athlète           | Compétition            | Arraché  | Arraché | Épaulé-jeté | Épaulé-jeté | Total  | Rang                               |
| Athlète           | Compétition            | Résultat | Rang    | Résultat    | Rang        | Total  | Rang                               |
| ----------------- | ---------------------- | -------- | ------- | ----------- | ----------- | ------ | ---------------------------------- |
| Simon Martirosyan | Moins de 109 kg hommes | 195 kg   | 1er     | 228 kg      | 2e          | 423 kg | Médaille d'argent, Jeux olympiques |
| Izabella Yaylyan  | Moins de 59 kg femmes  | 95 kg    | 5e      | 110 kg      | 8e          | 205 kg | 7e                                 |

### Judo
| Athlète              | Compétition           | 1er tour            | 2e tour                | Quart de finale     | Demi-finale         | Repêchage           | Finale / MB         | Rang    |
| Athlète              | Compétition           | Adversaire Résultat | Adversaire Résultat    | Adversaire Résultat | Adversaire Résultat | Adversaire Résultat | Adversaire Résultat | Rang    |
| -------------------- | --------------------- | ------------------- | ---------------------- | ------------------- | ------------------- | ------------------- | ------------------- | ------- |
| Ferdinand Karapetian | Moins de 73 kg hommes | Exempté             | Smagulov Défaite 00-01 | Éliminé             | Éliminé             | Éliminé             | Éliminé             | Éliminé |

### Lutte
| Athlète           | Compétition  | Huitièmes de finale   | Quarts de finale    | Demi-finale         | Repêchage           | Finale 3e place Classement | Rang    |
| Athlète           | Compétition  | Adversaire Résultat   | Adversaire Résultat | Adversaire Résultat | Adversaire Résultat | Adversaire Résultat        | Rang    |
| ----------------- | ------------ | --------------------- | ------------------- | ------------------- | ------------------- | -------------------------- | ------- |
| Arsen Harutyunyan | 57 kg hommes | Bekhbayar Défaite 2-6 | Éliminé             | Éliminé             | Éliminé             | Éliminé                    | Éliminé |
| Vazgen Tevanyan   | 65 kg hommes | Rashidov Défaite 0-6  | Éliminé             | Éliminé             | Éliminé             | Éliminé                    | Éliminé |

| Athlète          | Compétition | Huitième de finale        | Quart de finale           | Demi-finale           | Repêchage           | Finale 3e place Classement | Rang                               |
| Athlète          | Compétition | Adversaire Résultat       | Adversaire Résultat       | Adversaire Résultat   | Adversaire Résultat | Adversaire Résultat        | Rang                               |
| ---------------- | ----------- | ------------------------- | ------------------------- | --------------------- | ------------------- | -------------------------- | ---------------------------------- |
| Armen Melikyan   | 60 kg       | Nejati Victoire 5-5 (DP)  | Temirov Défaite 4-8       | Éliminé               | Éliminé             | Éliminé                    | 8e                                 |
| Karen Aslanyan   | 67 kg       | Korpási Victoire 1-1 (DP) | El-Sayed Défaite 7-7 (DP) | Éliminé               | Éliminé             | Éliminé                    | 9e                                 |
| Karapet Chalyan  | 77 kg       | Berdimuratov Victoire 5-0 | Chekhirkin Victoire 2-1   | Makhmudov Défaite 2-6 | -                   | Huseynov Défaite 1-4       | 5e                                 |
| Artur Aleksanyan | 97 kg       | Dzhuzupbekov Victoire 4-1 | Savolainen Victoire 5-1   | Saravi Victoire 4-1   | -                   | Evloev Défaite 1-5         | Médaille d'argent, Jeux olympiques |

### Natation
| Athlète              | Épreuve                   | Série   | Série | Demi-finale | Demi-finale | Finale   | Finale   |
| Athlète              | Épreuve                   | Temps   | Rang  | Temps       | Rang        | Temps    | Rang     |
| -------------------- | ------------------------- | ------- | ----- | ----------- | ----------- | -------- | -------- |
| Artur Barseghyan     | 50 m nage libre masculin  | 23 s 14 | 43e   | Éliminé     | Éliminé     | Éliminé  | Éliminé  |
| Artur Barseghyan     | 100 m nage libre masculin | 49 s 78 | 38e   | Éliminé     | Éliminé     | Éliminé  | Éliminé  |
| Varsenik Manucharyan | 100 m nage libre féminin  | 59 s 18 | 45e   | Éliminée    | Éliminée    | Éliminée | Éliminée |

### Tir
| Athlète           | Compétition                  | Qualification | Qualification | Finale   | Finale   |
| Athlète           | Compétition                  | Points        | Rang          | Points   | Rang     |
| ----------------- | ---------------------------- | ------------- | ------------- | -------- | -------- |
| Elmira Karapetyan | Pistolet à air comprimé 10 m | 573           | 18e           | Éliminée | Éliminée |